# Lebanon (Pennsylvania)
Lebanon è una città degli Stati Uniti d'America, capoluogo della Contea di Lebanon nello Stato della Pennsylvania.
Lebanon, una volta nota come Steitztown è famosa per la produzione di un apprezzato insaccato, una sorta di mortadella di manzo, denominato Lebanon bologna.